# Ernst Wilhelm zu Bentheim und Steinfurt
Ernst Wilhelm zu Bentheim und Steinfurt (* 6. Dezember 1623; † 26. August 1693 in Bentheim) war ab 1643 bis zu seinem Tod Graf der Grafschaft Bentheim.

## Leben
Er war Sohn des Grafen Arnold Jobst zu Bentheim und Steinfurt und der Mutter Anna Amalia (geborene von Isenburg-Büdingen).
Nach dem Tod des Vaters übernahm er die Herrschaft in Bentheim. Sein Bruder Philipp Conrad erhielt Steinfurt. Ernst Wilhelm blieb lange unverheiratet. Zur Sicherung der Nachfolge hatte er seinen jüngeren Bruder als Erbe vorgesehen. Er heiratete dann doch überraschend Gertrud van Zelst. Diese stammte aus den Niederlanden und war mit ihrer Schwester, die einen gräflichen Rentmeister geheiratet hatte, nach Bentheim gekommen. Ihre Familie war angesehen, aber nicht adelig. Die Ehe wurde, weil nicht standesgemäß, im August 1661 heimlich geschlossen. Bald ging aus der Ehe der Sohn Ernst hervor. Ohne das Wissen seiner Frau hatte Ernst Wilhelm den früheren Erbvertrag mit seinem Bruder erneuert.
Der Bruder zweifelte die Rechtmäßigkeit der Heirat an und verwies auf die Absprachen zu Nachfolge. Unterstützt wurde er von seinem Schwiegervater Graf Moritz von Bentheim-Tecklenburg. Gertrud van Zelst wandte sich an den Bischof von Münster Christoph Bernhard von Galen und übertrug ihm die Vormundschaft über die Kinder. Sie stellte ihre Konversion und die des Grafen zum Katholizismus in Aussicht. Dies würde für den Bischof die Möglichkeit der Rekatholisierung der Grafschaft Bentheim ermöglichen. Auch würde dies seine Stellung an der Grenze zu den Niederlanden stärken. Insbesondere auf dessen Betreiben wurde die Ehefrau 1667 in den Stand einer Reichsgräfin erhoben, um die Ehe standesgemäß zu machen. Allerdings konvertierte das Grafenpaar nicht. Aus der Ehe gingen vier Kinder hervor.
Der Bischof beschloss, Gewalt anzuwenden. Ehe seine Truppen in die Grafschaft einmarschierten, wurde der Graf aufgegriffen und zum Übertritt zum Katholizismus veranlasst. Ernst Wilhelm ließ in der Schlosskirche katholische Messen lesen und löste den Oberkirchenrat der Reformierten auf. Als Gertrud van Zelst von der Konversion erfuhr, schickte sie ihre Kinder in die Niederlande. Der Bischof forderte vergebens die katholische Erziehung der Kinder und die Rückführung nach Bentheim. Die Truppen des Bischofs besetzten Bentheim daraufhin und nahmen die Gräfin zeitweise gefangen, bis diese in die Niederlande fliehen konnte. Der Bischof wandte sich an den Kaiser und erwirkte ein Mandat des Reichshofrates, die Kinder zurückzubringen. Da die Generalstaaten sich weigerten zu kooperieren, scheiterte dieser Vorstoß.
Christoph Bernhard von Galen annullierte auf Wunsch von Ernst Wilhelm mit päpstlicher Unterstützung die Ehe. Der Graf heiratete daraufhin ein weiteres Mal und zwar Anna Isabella van Limburg-Stirum (* 1654; † 23. Mai 1723). Aus der Ehe ging indes nur eine Tochter hervor. Der Graf enterbte seine Nachkommen aus erster Ehe und setzte Graf Arnold Moritz von Bentheim-Steinfurt testamentarisch als Nachfolger ein. Dieser trat später ebenfalls zum Katholizismus über, um sich der Münsterschen Unterstützung zu versichern. Gertrud van Zelst starb bald nach der zweiten Heirat ihres Mannes. Die Interessen des Erstgeborenen aus ihrer Ehe mit Ernst Wilhelm mit Namen Ernst vertrat Wilhelm von Oranien.
Nach dem Tod des Grafen kam es zu einem Vergleich: Bentheim erbte Arnold Moritz Wilhelm von Bentheim und Steinfurt ging an Ernst von Bentheim und Steinfurt.